# ЦЦД синдром
CCD синдром или синдром пропасти пчелињих колонија (енгл. Colony Collapse Disorder Syndrome) представља процес изумрања колонија пчела. 
Ова појава је први пут примећена у америчкој савезној држави Пенсилванија, новембра 2006. Назив који амерички научници користе за ову појаву је Colony Collapse Disorder Syndrome или CCD синдром. Ова појава је изненадни нестанак одраслих пчела радилица из кошница, у којој остају само матица и младе пчеле. Пчеле радилице једноставно напуштају колонију и не враћају се.
Узрок ове појаве је до данас непознат. Спекулише се о разним узроцима.
Губици у кошницама због поменуте појаве у САД износе на Западној обали 30 до 60%, а у Тексасу и на Источној обали и до 70%. Сматра се да ће ти губици директно утицати на драстично мањи род оних пољопривредних култура које директно зависе од ових природних опрашивача тј. пчела. Иначе, појава није везана за годишња доба. Поједини пчелари су забележили губитке у кошницама и до 90%. Појава се убрзо после САД проширила и на Европски континент, на Уједињено Краљевство, Немачку, Швајцарску, Италију, Шпанију и Грчку. Појава је регистрована и у Србији и има тенденцију даљег ширења.